# Baronbackarna

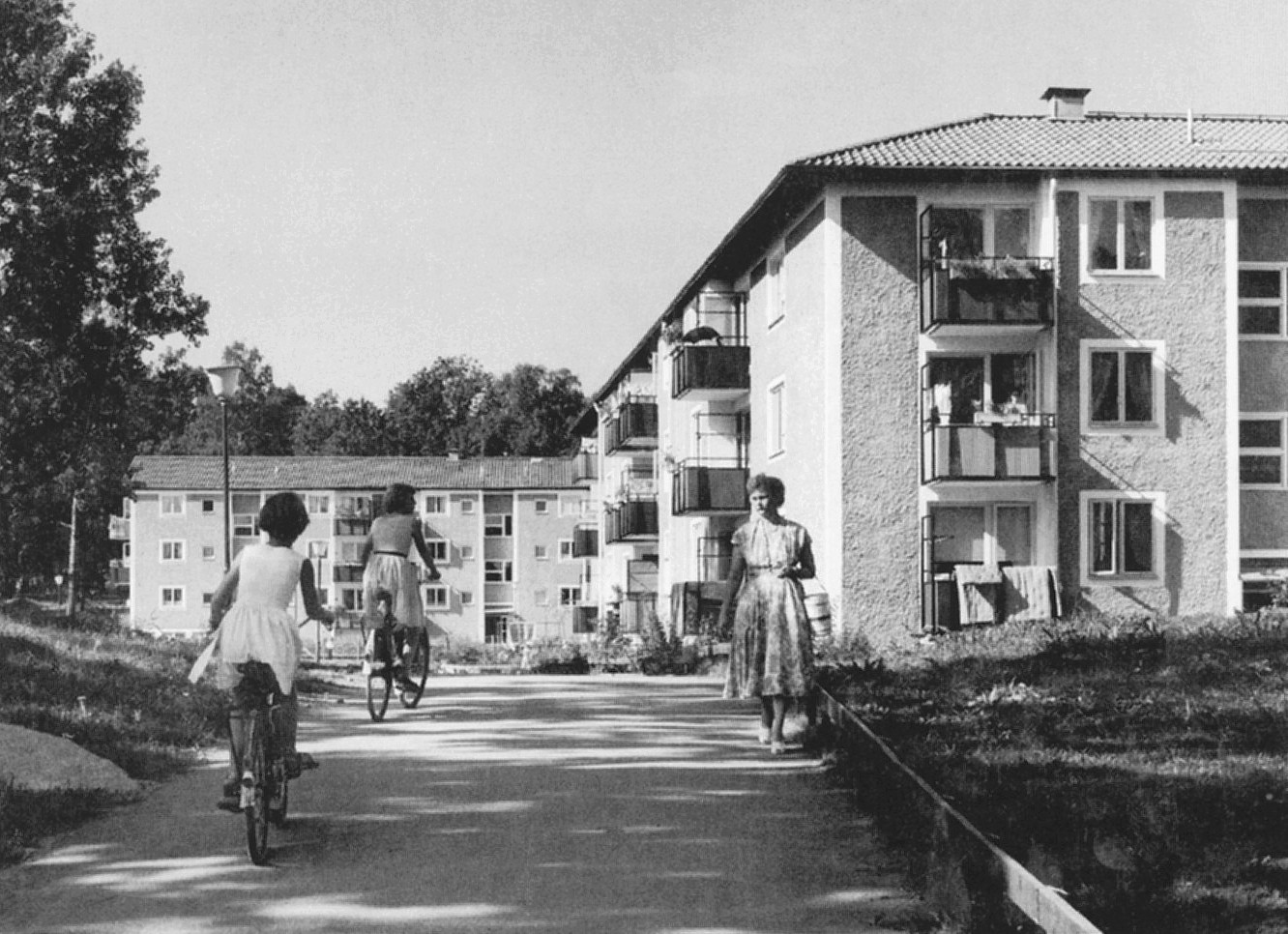
Baronbackarna på 1950-talet

Baronbackarna är ett bostadsområde, beläget nordväst om Örebro centrum. Marken tillhörde före 1937 Längbro landskommun. Området utgörs av hyresrätter, ett litet grönområde och en centrumdel med det nödvändigaste utbudet. Baronbackarna uppfördes mellan 1953 och 1957 efter ritningar av White arkitekter.

## Historik

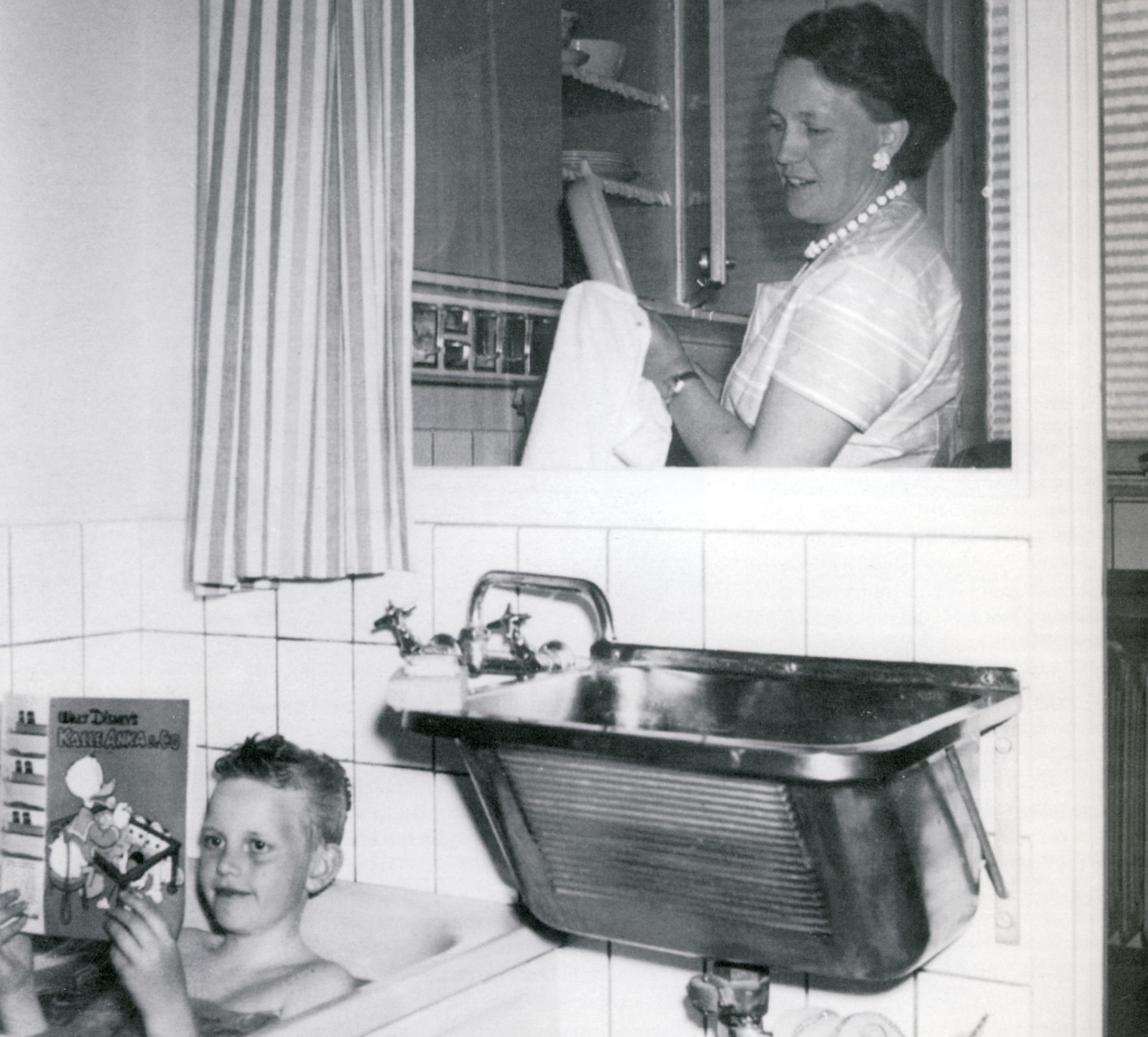
Mamman kunde hålla uppsikt över badrummet från köket.

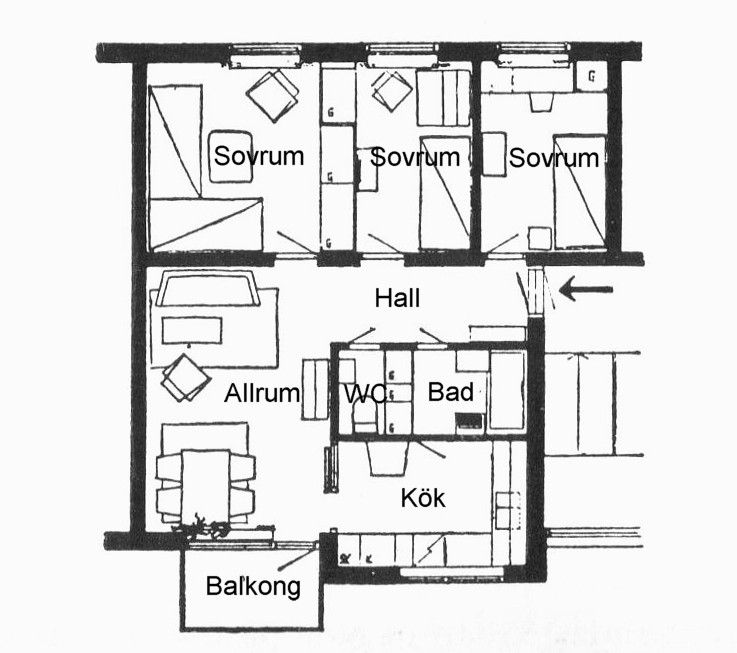
Planritning.

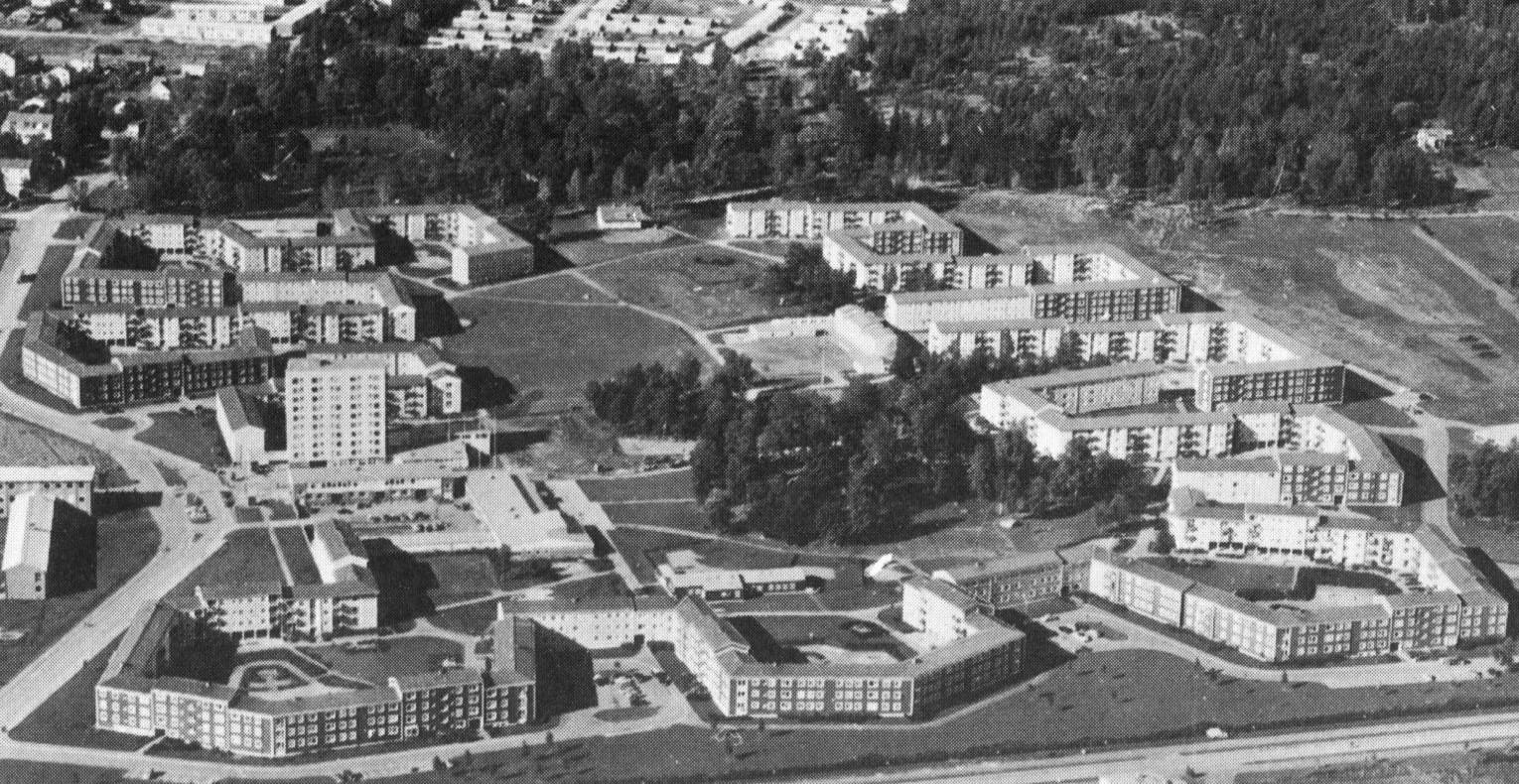
Flygfoto över Baronbackarna, 1950-talet.

År 1950 anordnades en arkitekttävling för att bestämma hur Baronbackarnas bostadsområde skulle se ut. Tävlingen vanns av White arkitekter genom Sidney White och Per-Axel Ekholm och hade mottot "Du får leka på våran gård". Här skulle det prövas ett nytt koncept, där barnfamiljens behov stod i centrum. Det skulle finnas bilfria innergårdar och det skulle vara nära till skolor och affärer. 
Arkitekterna strävade efter att göra lägenheterna så praktiska som möjligt. Balkongen och köket fick utsikt över lekplatserna så att mammorna kunde hålla ett öga på sina barn. Köket fick också fönster in till badrummet så att barnen kunde bada under uppsikt. De minsta lägenheterna samlades i höghuset i centrum. Barombackarna blev känt för införandet av "allrummet" som var ett försök att bättre utnyttja de knappa bostadsytorna. Det fanns flera experimentlägenheter som även visades möblerade för blivande hyresgäster.
Baronbackarna uppfördes mellan 1953 och 1957. Området består av flerbostadshus som grupperats kring halvöppna gårdar och en stor grönyta i mitten. Det blev en viktig milstolpe i svenskt bostadsbyggande på grund av sina experimentella och nydanande lösningar. Tillsammans med stjärnhusområdet Rosta som ritades av Backström & Reinius några år tidigare, bidrog båda bostadsområden till att Örebro betecknades som bostadsbyggandets mönsterstad.

## Området under forntiden
Mitt i bostadsområdet finns ett gravfält. Det är ett vittnesbörd om att området har varit befolkat under mycket lång tid. 
För länge sedan låg Hjälmarens strandlinje alldeles intill det område när Baronbackarna nu ligger. Marken omkring var ganska blöt och användes mest som ängsmark eller beteshagar. Under järnåldern fanns en gård eller by i området som kallades Hjärsta. De människor som befolkade området för 1000–1600 år sedan hade sin begravningsplats på den lilla kullen mitt i nuvarande Baronbackarnas bostadsområde.